# Один за всех ангелов
«Один за всех ангелов» (англ. One for the Angels) — второй эпизод первого сезона американского телесериала-антологии «Сумеречная зона». Был впервые показан в эфире телеканала CBS 9 октября 1959 года. Режиссёром эпизода выступил Роберт Пэрриш, сценарий написал создатель «Сумеречной зоны» Род Серлинг.
По сюжету к коммивояжёру Льюису Букману приходит мистер Смерть и сообщает, что его срок жизни подходит к концу. Букман пытается обхитрить Смерть, в отместку тот решает забрать вместо Букмана маленького ребёнка. И у коммивояжёра остаётся время до полуночи, чтобы всё исправить.

## Сюжет
В начале эпизода голос рассказчика, который принадлежит создателю сериала Роду Серлингу произносит вступительный монолог:
Уличная сценка: лето. Сегодня. Человек на тротуаре, его зовут Лью Букман, возраст — далеко за шестьдесят. Род занятий: коммивояжёр. Лью Букман, непременная принадлежность лета, довольно незначительная деталь жаркого июля, невзрачный, обычный маленький человек, чья жизнь однообразная работа на тротуарах. И вот, очень скоро Лью Букману придётся очень серьёзно задуматься о своём выживании, потому что в три часа этого жаркого июльского дня его найдет мистер Смерть.Оригинальный текст (англ.)Street scene: Summer. The present. Man on a sidewalk named Lew Bookman, age sixtyish. Occupation: pitchman. Lew Bookman, a fixture of the summer, a rather minor component to a hot July, a nondescript, commonplace little man whose life is a treadmill built out of sidewalks. And in just a moment, Lew Bookman will have to concern himself with survival-because as of three o'clock this hot July afternoon he'll be stalked by Mr. Death.

Лью Букман — добродушный торговец, продающий и ремонтирующий игрушки, украшения и безделушки; его обожают соседские дети. Однажды Букмана посещает мистер Смерть, который сообщает ему, что он должен умереть в полночь от естественных причин. Не сумев отговорить Смерть, Букман старается убедить его в том, что у него есть великие свершения, которые необходимо завершить, в конце концов торговец убеждает Смерть подождать, пока он не провернёт свою величайшую распродажу «для всех ангелов». После того, как Смерть соглашается на отсрочку и спрашивает, когда же состоится это грандиозное событие, Букман довольный тем, что ему удалось обмануть Смерть сообщает, что к такой большой распродаже ему нужно хорошенько подготовиться, и на это может уйти несколько лет. Мистер Смерть признаёт, что Букман нашел лазейку в их соглашении, но предупреждает, что теперь кто-то другой должен умереть вместо него. Смерть выбирает Мэгги, маленькую девочку, которая живёт в том же многоквартирном доме, что и Букман и является его другом.
Мэгги попадает под грузовик и впадает в кому; Смерть намеревается забрать её с собой ровно в полночь. Букман умоляет мистера Смерть взять его вместо неё, но Смерть непреклонён: сделка есть сделка. Букман понимает, что ему нужно выполнить условие договора со Смертью как можно скорее. Он достаёт товары и начинает величайшую в своей жизни распродажу, настолько великую, что уговаривает даже саму Смерть покупать товар за товаром, пока все товары в его чемодане не будут проданы. Когда до полуночи остаётся одна минута, а товаров уже не осталось, Букман предлагает себя в качестве самого лучшего слуги. Смерть так тронут и увлечён распродажей, что полночь проходит, и он пропускает свою встречу с Мэгги. Мэгги приходит в сознание, когда её врач выходит из квартиры и видит Букмана, он заверяет его, что она будет жить.
Смерть замечает, что, сделав этот великолепный ход, Букман выполнил первоначальные условия их сделки. Теперь довольный и готовый принять свою судьбу, Букман отправляется на небеса вместе со Смертью. Он берёт свой ящик с товарами, заметив, что «никогда не знаешь, кому там что-то может понадобиться». Он смотрит на Смерть и с надеждой добавляет: «Наверху?», а Смерть отвечает: «Наверху, мистер Букман. Вам это удалось».
Эпизод заканчивается закадровым монологом Рода Серлинга:
Льюис Джей Букман, возраст: около шестидесяти. Род занятий: коммивояжёр. Когда-то непременная принадлежность лета, когда-то довольно незначительная деталь жаркого июля. Но в течение всей своей жизни он был любим детьми, и следовательно, он был самым важным человеком. Не может быть, скажете вы? Наверное, в большинстве мест — нет, но это произошло в Сумеречной зоне.Оригинальный текст (англ.)Lewis J. Bookman, age sixtyish. Occupation: pitchman. Formerly a fixture of the summer, formerly a rather minor component to a hot July. But, throughout his life, a man beloved by the children, and therefore a most important man. Couldn't happen, you say? Probably not in most places — but it did happen in the Twilight Zone.

## Команда
| Актёр           | Роль              |
| --------------- | ----------------- |
| Эд Уинн         | Льюис Джей Букман |
| Мюррей Хэмилтон | Мистер Смерть     |
| Дана Диллауэй   | Мэгги Полански    |
| Джей Оверхольт  | доктор            |
| Мерритт Бон     | водитель          |
| Мики Мага       | маленький мальчик |
| Род Серлинг     | рассказчик        |

- автор сценария — Род Серлинг
- режиссёр — Роберт Пэрриш
- продюсер — Бак Хотон
- исполнительный продюсер — Род Серлинг
- оператор — Джордж Т. Клеменс[англ.]
- монтаж — Лайл Буайе
- художественные руководители — Джордж Дэвис[англ.], Уильям Феррари[англ.]
- кинодекораторы — Руди Батлер, Генри Грэйс[англ.]
- визажист — Бад Уэстмор[англ.]
- помощник режиссёра — Эдвард О. Дено
- композитор — Бернард Херрман
- отдел звукозаписи — Франклин Милтон[англ.], Джон Г. Валентино, Ван Аллен Джеймс
- композитор музыкальной темы сериала — Бернард Херрман
- композитор по подбору стоковой музыки — Джон Лайполд[англ.], Уолтер Шарф
- художник заднего плана во вступительных титрах — Сэм Клайбергер
- режиссёр анимации вступительных титров — Руди Ларрива[англ.]
- художник титров — Джо Мессерли
- художник-постановщик — Герберт Клинн[англ.]
- производство: Cayuga Productions, CBS Television Network[2]

## Создание
Ранее в 1956 году Уинн уже снимался в эпизоде «Реквием для тяжеловеса» по сценарию Серлинга для шоу «Театр 90[en]». Это была первая драматическая роль Уинна. Уинн и Серлинг оба высоко ценили друг друга. «Род — прекрасный писатель. Он также замечательный человек», — говорил Уинн представителю отдела рекламы CBS. Сразу после колледжа Серлинг написал телесценарий под названием «Один за всех ангелов», который был показан на канале WKRC-TV в шоу The Storm в Цинциннати, а затем по всей стране в шоу-антологии «Опасность» канала CBS. Сюжет рассказывал о неудачливом коммивояжёре, который, собирая толпу, пытается спасти своего брата от пары наёмных убийц. Уже во время работы над сериалом «Сумеречная зона», Серлинг захотел написать выпуск специально для Эда Уинна и чувствовал, что персонаж из его старого сценария идеально ему подойдёт. Поэтому он позаимствовал главного героя и название из предыдущей работы и создал совершенно новую историю.
Хотя главный герой был написан специально для Эда Уинна, он казался странным выбором на роль быстро говорящего продавца, с его придыханием и крайне нарочитой манерой. Но по словам Бака Хотона это было именно то, что искал Серлинг. «Просто сосредоточься. Это же кино. Мы можем всё остановить и потом начать снова», — говорил Серлинг Уинну. Помощник режиссёра Эдвард Дено позже вспоминал, что работа Уинна была «выдающейся», он никогда не отсиживался в гримёрке, знал свой текст и всегда был готов работать. В силу своего возраста Уинну было сложно сниматься ночью, по этой причине все ночные сцены эпизода снимались днём. Съёмки проходили в декорациях под открытым небом, а для создания эффекта того, что на улице уже ночь, над съёмочной площадкой натягивали брезент.
6 и 7 июля 1959 года были дни репетиций, а сами съёмки проходили 8, 9 и 10 июля. Первая версия сценария датирована 18 мая 1959 года. Позже в сценарий вносились правки, разные версии текста были зарегистрированы 29 июня, 3, 6 и 7 июля 1959 года. Так, например, в первой версии сценария Лью должен был продавать радиолампы, в начале 1950-х годов они не были редкостью, к 1959 году ситуация изменилась. Но радиолампы обычно проверялись перед покупкой, следовательно коммивояжёр на улице вряд ли мог бы ими торговать и Серлинг заменил их на игрушки. В моменте, где машина сбивает девочку, должна была следовать сцена, где мужчины заносят её в дом, но Серлингу сказали, что вряд ли взрослые люди стали бы брать пострадавшую на руки до приезда врачей, и он изменил сцену. Ещё одна правка заключалась в изменении места рождения отца Лью на Варшаву, поскольку «сомнительно, что оба родителя родились в этой стране. Например, если бы его отец родился в Детройте, маловероятно, чтобы он вернулся в Нью-Йорк, если только у него не было какой-либо профессии. В целом профессия торговца происходит от уроженцев других стран». В ответ на это предположение Серлинг решил, что мистер Смерть должен был заявить, что мать Лью была из Сиракьюс.
Изначально режиссёром должен был быть Роберт Стивенс, но позже он был заменён на Роберта Пэрриша, который получил за свою работу 1250 долларов. Эд Уинн за свою роль получил 5000 долларов, что является одним из самых больших гонораров за всю историю сериала. После съёмок нескольких серий зарплата актёрам была пересмотрена и снижена. Мюррей Хэмилтон за свою роль получил 850 долларов. Дана Диллауэй получила 400 долларов. Всего на съёмки эпизода было потрачено 51327,17 долларов. Все интерьеры зданий снимались в MGM на 23-й площадке. Все наружные сцены были сняты на участке № 2, включая улицу, где Лью устраивает свои распродажи, которую можно было увидеть в многочисленных эпизодах «Сумеречной зоны», таких как «Заветное желание», «Беглец», «Джунгли» и «Пять персонажей в поисках выхода».

## Критика
Телевизионный обозреватель из газеты The Syracuse Post-Standard под псевдонимом «The TV Scout» в рецензии на этот эпизод отметил, что он «не совсем соответствует открытию прошлой недели, но это всё ещё хорошее шоу. В нём есть хорошие моменты, особенно с участием Эда Уинна в роли старика, но в нём нет неожиданной концовки, и он действительно не попадает в точку». Журнал Variety написал: «Уинн играет с причудливой непринуждённостью, и его тон никогда не становится жёстким. Мюррей Хэмилтон в роли мистера Смерть так же смертен, как и Уинн, без всяких причудливых эффектов. Дуэль на выживание придаёт постановке эффект без лишних эмоций. Дана Диллауэй в роли ребёнка подаёт большие надежды. Режиссёр Роберт Пэрриш избежал макабрических эффектов, чтобы передать спокойствие, которое наступает в сумерках».
Стюарт Станьяр, автор книги «Измерения за Сумеречной зоной: Закулисная дань уважения новаторскому телевизионному сериалу» (англ. Dimensions Behind the Twilight Zone: A Backstage Tribute to Television's Groundbreaking Series) пишет, что вместо обычного изображения смерти как «мрачной, тоскливой неизвестности» в эпизоде «Один за всех ангелов», смерть показана как одинокая вызывающая уважение фигура. Здесь «смерть изображается не как ужасный конец, а как тёплое начало», — пишет Станьяр. Автор сравнивает Смерть, показанную в эпизоде с бухгалтером, который действует согласно своему списку и работает по чёткому графику. Благодаря эпизодам подобным этому, автор убеждается, что «Сумеречная зона» преуспевает и в создании комедийных эпизодов: «Серлинг мог делать комедии».
Эпизод «Один за всех ангелов» по словам Дугласа Броуда, автора книги «Род Серлинг и Сумеречная зона: дань уважения к 50-летию» (англ. Rod Serling and The Twilight Zone: The 50th Anniversary Tribute) можно рассматривать как противоположность фильму «Эта замечательная жизнь» (1946), поскольку действие этой «нежной сказки происходит летом, а не зимой». В то время как герой фильма Джордж Бейли подумывает о самоубийстве, но в один момент его останавливает ангел, который показывает, насколько плохим будет мир без Бейли, Букман наоборот надеется сохранить жизнь. В его случае он постепенно осознаёт необходимость принять неизбежное. Несмотря на все различия, «Эта замечательная жизнь» и «Один за всех ангелов» имеют общее центральное ядро, по словам Броуда «каждый из них основан на повседневной реальности, но при этом предполагает наличие метафизического элемента на самом краю жизни». Обе истории представляют собой «комедийные по тону, если не по воздействию, басни» в которых идеал богатства измеряется дружбой, а не деньгами. Как и многих других героев Серлинга, Букмана называют «маленьким человеком». В данном случае это комплимент, считает Броуд. Маленькие люди представляют плохое только тогда, когда маленький размер указывает не на физическую форму, а на моральную неполноценность: «неспособность ценить других». «Как бы ни был мал Букман, он обладает огромным сердцем, необъятной душой». Букман кажется «ангельским» с того момента, как он присоединяется к детям. Его лицо в этот момент «сияет от счастья». Рассказчик несколько раз упоминает, что действие происходило жарким июльским днём, но понятие лета здесь является не только указанием на сезон года, но также говорит и о состоянии души главного героя.

## Влияние
Энн Серлинг-Саттон, дочь Рода Серлинга, адаптировала эпизод в рассказ, который был опубликован в 1985 году в книге «Сумеречная зона: Оригинальные истории» (англ. The Twilight Zone: The Original Stories). Эпизод был адаптирован для радиопостановки «Радиодрама Сумеречная зона» (англ. Twilight Zone Radio Drama) со Стэйси Кичем и Эдом Бегли в главных ролях.